# Tosh McKinlay
Thomas Valley "Tosh" McKinlay (født 3. december 1964 i Glasgow, Skotland) er en tidligere skotsk fodboldspiller, der spillede som forsvarsspiller. Han var på klubplan primært tilknyttet Dundee F.C., Hearts og Celtic i hjemlandet, men spillede også kortvartigt i engelsk og schweizisk fodbold. Med Celtic blev han skotsk mester i 1998.
McKinlay blev desuden noteret for 22 kampe for Skotlands landshold. Han deltog ved EM i 1996 og VM i 1998.

## Titler
Skotsk Premier League
- 1998 med Celtic F.C.

Skotsk FA Cup
- 1995 med Celtic F.C.

Skotsk Liga Cup
- 1998 med Celtic F.C.